# 瓦斯特拉尔
瓦斯特拉尔（Vastral），是印度古吉拉特邦Ahmadabad县的一个城镇。总人口41925（2001年）。

## 人口
该地2001年总人口41925人，其中男性22971人，女性18954人；0—6岁人口5488人，其中男3237人，女2251人；识字率76.05%，其中男性为81.37%，女性为69.62%。